# Arbeitsgemeinschaft Naturgemäße Waldwirtschaft
Die Arbeitsgemeinschaft Naturgemäße Waldwirtschaft e. V. (ANW) ist ein bundesweit agierender Verein, der sich dem Ziel verpflichtet hat, Forstwirtschaft ökologisch und gleichzeitig ökonomisch zu optimieren.

## Geschichte und Organisation
Der Verein wurde 1950 in Schwäbisch Hall gegründet. Mitglieder der ANW sind die Landesgruppen, beispielsweise die ANW Landesgruppe Nordrhein-Westfalen. Viele Vorstellungen der ANW finden sich mittlerweile auch in den Zielen der Landesforstverwaltungen und den Landeswaldgesetzen wieder. So ist beispielsweise seit 2011 im Abschussplan für Schalenwild in Rheinland-Pfalz nur noch eine Mindestzahl vorgegeben, wenn die Verbisssituation die Verjüngung der standortgerechten Baumarten gefährdet. In Niedersachsen wurde 1991 das LÖWE-Programm eingeführt, das ebenfalls die Ziele der ANW weitgehend enthält.
Die ANW ist Mitglied von Pro Silva Europa (Verband für naturnahen Waldbau). Bundesvorsitzende der ANW waren Karl Dannecker (1950–1954), Willy Wobst (1954–1971), Willi Gayler (1971–1981), Hilmar Schoepffer (1981–1989) und Sebastian Freiherr von Rotenhan (1989–2001). Seit 2001 ist Hans von der Goltz der Bundesvorsitzende.
Ausgangspunkt der naturgemäßen Waldbewegung ist der sogenannte Dauerwaldstreit, der von Alfred Möller, dem Direktor der Eberswalder Forstakademie 1922 ausgelöst wurde. Dieser hatte den Bärenthorener Wald waldbaulich und ertragskundlich untersucht und in seiner Schrift Der Dauerwaldgedanke – sein Sinn und seine Bedeutung der breiteren forstlichen Öffentlichkeit seiner Zeit vorgestellt. Diese Schrift löste den sog. Dauerwaldstreit aus, der nach dem Krieg zur Gründung der ANW führte.
Seit 1989 gibt die ANW halbjährlich die Fachzeitschrift Der Dauerwald. Zeitschrift für naturgemäße Waldwirtschaft heraus.
Seit der Gründung der letzten Gruppe an der Universität Freiburg 2022 existiert an jeder deutschen Forsthochschule eine Hochschulgruppe der ANW. Die 7 Hochschulgruppen und Alumni bis Alter 36 haben sich zur "Jungen ANW" zusammengeschlossen, die mit Sitz und Stimme im Bundesvorstand der ANW-Deutschland e. V. gleichberechtigt zu den 13 Landesgruppen vertreten ist.

## Grundsätze
- Vorratswirtschaft, d. h. Pflege des stehenden Vorrats nach der Devise „Das Gute bleibt stehen, das Schlechte fällt zuerst“
- Schonender Umgang mit den natürlichen Standortsfaktoren (Waldboden), z. B. durch Mischwaldprinzip
- vorwiegend standortheimische Baumarten (diese sind in Deutschland meist Laubbaumbestände), jedoch die Beimischung von Nadelbaumarten wie Fichte oder Douglasie sind erwünscht oder werden toleriert
- Aufbau mehrschichtiger Waldstrukturen durch einzelstammweise Nutzung (Plenterwald, Bäume von unterschiedlicher Dimension, Höhe und Alter), insbesondere durch kahlschlagfreie Wirtschaft
- waldverträgliche Schalenwilddichten (Reduzierung von Verbiss- und Schälschäden sowie der durch Schalenwild verursachten Entmischung und Baumartenverarmung)
- Verzicht auf Düngung und chemische Pflanzenschutzmittel

Kerngedanke ist es, durch Ausnutzung natürlicher Prozesse den Wald nicht nur leistungsfähig zu halten, sondern gleichzeitig durch möglichst geringe Störungen des Ökosystems umfassenden Naturschutz zu leisten und ihn stabiler gegen biotische und abiotische Gefährdungen zu machen. Die Folge sind im Vergleich zum konventionellen Waldbau (=Altersklassenwald) stabile Wälder, die höhere Erträge liefern und gleichzeitig ökologisch deutlich wertvoller werden. Stürme und Borkenkäfer richten weniger Schäden an; dickere und wertvollere Bäume liefern verbesserte Einnahmen. In den reich strukturierten Wäldern finden erheblich mehr Arten einen Lebensraum.

## Fortbildungen
Die ANW bietet ihren Mitgliedern und forstlich Interessierten über Exkursionen und Übungen im Wald, Fortbildungsreisen im In- und Ausland sowie Fachvorträge vielseitige Informationen an.